# 2338 Bokhan
A 2338 Bokhan (ideiglenes jelöléssel 1977 QA3) a Naprendszer kisbolygóövében található aszteroida. Nyikolaj Sztyepanovics Csernih fedezte fel 1977. augusztus 22-én.